# Chamen Bridge
Die Chamen Bridge ist eine Straßenbrücke im westafrikanischen Staat Gambia. Die rund 45 Meter lange Brücke überspannt den Nianija Bolong westlich von Chamen. Sie überführt eine Straße von Chamen nach Njau und wurde zwischen 2001 und 2002 errichtet. Sie ersetzte eine Holzbrücke, die ständig ausgebessert werden musste.